# Onychothemis testacea
Onychothemis testacea – gatunek ważki z rodziny ważkowatych (Libellulidae).